# 七谷村
七谷村（ななたにむら）は、かつて新潟県中蒲原郡にあった村。

## 沿革
- 1889年（明治22年）4月1日 - 町村制施行に伴い中蒲原郡黒水村、西山村、長谷村、下土倉村、上土倉村、上大谷村、中大谷村、下大谷村、上高柳村、下高柳村、宮寄上村が合併し、七谷村が発足。
- 1954年（昭和29年）11月3日 - 加茂市に編入され消滅。

## 歴代村長
- 初代 中野潔
- 二代 鶴巻亀太郎
- 三代 小野周平
- 四代 山崎武二郎
- 五代 笠原正男
- 六代 長谷川啓五郎
- 七代 鶴巻辰次郎
- 八代 小柳吉次
- 九代 関根栄昭